# کومله زحمتکشان کردستان
کوملۀ زحمتکشان کردستان (به کُردی: کۆمه‌ڵه‌ی زه‌حمه‌تکێشانی کوردستان) یک حزب سیاسی چپ‌گرا در کُردستان ایران و اپوزیسیون نظام جمهوری اسلامی ایران است که از سال ۱۳۸۶ علیه این حکومت فعالیت می‌کند. 
تشدید اختلافات بین رهبران حزب کوملۀ کردستان ایران در اواخر سال ۲۰۰۷ سبب انشعاب عمر ایلخانی‌زاده و تشکیل حزبی مجزا با نام کوملۀ زحمتکشان کردستان شد. در ۲۸ آبان ۱۴۰۱ (۱۹ نوامبر ۲۰۲۲) و در جریان اعتراضات ژینا امینی، پس از ۱۵ سال دو حزب اعلام کردند که بار دیگر به یکدیگر پیوسته و فعالیت مشترک خود را تحت نام حزب کوملۀ کردستان ایران تحت رهبری واحد تداوم می‌بخشند. با این وجود پس از ۷ ماه و به دنبال بروز نارضایتی از رهبری حزب، جناحی مخالف در کوملۀ زحمتکشان کردستان در ۳۰ خرداد ۱۴۰۲ با انتشار بیانیه‌ای اعلام کرد که به دلیل «عدم پایبندی طرف مقابل به توافقات مشترک» و «اختلافات سیاسی» روند اتحاد را شکست‌خورده می‌داند و اعلام می‌کند که این حزب بار دیگر فعالیت خود را به صورت مستقل از سر می‌گیرد. اگرچه دبیرکل این حزب از بدو انشعاب تا زمان اتحاد با حزب کوملۀ کردستان ایران عمر ایلخانی‌زاده بود، اما وی با تجدید فعالیت حزب همراه نشد. پلنوم شانزدهم کمیتۀ مرکزی کوملۀ زحمتکشان کردستان در ٧ تیر ١۴٠٢ رضا کعبی را به عنوان دبیرکل و فریبا محمدی را به عنوان سخنگوی کمیتۀ مرکزی انتخاب کرد و دبیرکلی کعبی در کنگرۀ ١۴ نیز تداوم یافت.
کوملهٔ زحمتکشان کردستان از طریق یک شبکهٔ تلویزیونی به نام آسو سَت به پخش مواضع و دیدگاه‌های خود می‌پردازد.

## انشعاب، اتحاد و احیا
کوملهٔ زحمتکشان کردستان در سال ۲۰۰۸ به دنبال وقوع انشعاب در حزب کومله کردستان ایران به رهبری عبدالله مهتدی تشکیل شد. رهبری گروه انشعابی را عمر ایلخانی‌زاده بر عهده داشت. اعضای این گروه و طرفداران‌شان معتقد بودند که «روش‌های مهتدی با سنت‌های کومله در تضاد بوده‌است».
در ۲۸ آبان ۱۴۰۱ (۱۹ نوامبر ۲۰۲۲) پس از طی روند مذاکره‌ای که یک سال و نیم به طول انجامید کوملۀ‌ زحمتکشان بار دیگر به حزب کوملۀ کردستان ایران پیوست. این در حالی بود که این اتحاد به ویژه پس از مدتی به دلیل سیاست‌های رهبری حزب با مخالفت‌هایی همراه شد.
اختلاف میان دو حزب با نزدیک شدن عبدالله مهتدی رهبر حزب کومله کردستان ایران به نیروهای راست‌گرای افراطی و مشارکت وی در منشور جرج تاون تشدید شد که باعث نارضایتی میان اعضای حزب شده‌بود. در ۳۰ خرداد ۱۴۰۲ جناحی مخالف در کومله زحمتکشان کردستان با انتشار بیانیه‌ای اعلام کرد که به دلیل «عدم پایبندی طرف مقابل به توافقات مشترک» و «اختلافات سیاسی» روند اتحاد به شکست انجامیده و این حزب بار دیگر فعالیت خود را به صورت مستقل از سر می‌گیرد. این بیانیه با درگیری مسلحانه میان دو طرف در ۳۱ خرداد ۱۴۰۲ همراه شد که به کشته شدن دو پیشمرگۀ کوملۀ زحمتکشان کردستان انجامید. عمر ایلخانی‌زاده در مصاحبه با تلویزیون ایران اینترنشنال ضمن انکار وقوع انشعاب در حزب کوملۀ کردستان ایران تلویحاً‌اعلام کرد که همچنان به عنوان معاون رهبری حزب کوملۀ کردستان ایران فعالیت خود را ادامه می‌دهد. رضا کعبی از جناح مخالف در کوملۀ زحمتکشان نیز در گفتگو با همین شبکه اعلام کرد که اختلافات به دنبال عدم توجه به خواسته‌های جناح مخالف مبنی بر برگزاری کنگرۀ کوملۀ زحمتکشان به صورت موازی با کنگرۀ حزب جدید و سپس پیوستن هر دو حزب به حزبی تازه، و همچنین مواضع رهبری حزب در همسویی با جریان‌های انحرافی و غیردموکراتیک بروز کرده‌است. وی آغازگر درگیری را رهبری حزب کوملۀ کردستان ایران متشکل از عبدالله مهتدی و عمر ایلخانی‌زاده اعلام کرد و گفت هر دو پیشمرگۀ کشته‌شده به جناح مخالف تعلق داشته‌اند که به دنبال بروز تنش و مخالفت با سیاست‌های رهبری حزب کوملۀ کردستان ایران در جریان جلسۀ کمیتۀ مرکزی، مورد حمله قرار گرفته‌اند. پس از این واقعه، بخشی از کوملۀ زحمتکشان که مخالف ادغام این جریان در حزب کوملۀ کردستان ایران بود با برگزاری پلنوم شانزدهم کمیتۀ مرکزی در روز ۷ تیر ۱۴۰۲ ضمن اعلام تداوم فعالیت‌های این سازمان، ایلخانی‌زاده بنیانگذار این جریان را کنار گذاشت و به اتفاق آرا رضا کعبی را به عنوان دبیرکل و فریبا محمدی را به عنوان سخنگوی کوملۀ زحمتکشان کردستان انتخاب کرد.
کنگرۀ چهاردهم کوملۀ زحمتکشان کردستان در ۲۶ اردیبهشت ۱۴۰۳ برگزار شد که طی آن برنامۀ سیاسی و اساسنامۀ این سازمان مورد بازبینی قرار گرفت و مجدداً به تصویب کنگرە رسید. همچنین ٢٣ نفر اعضای کمیتۀ مرکزی و ۵ نفر به‌عنوان اعضای علی‌البدل از طریق انتخابات مشخص شدند و رضا کعبی نیز به‌عنوان دبیر کل مجدداً از کنگرە رأی اعتماد گرفت.

## ساختار حزبی
شاخهٔ زنان این حزب «سازمان افق زن کُرد» و تشکیلات جوانان آن «سازمان جوانان پیشرو» نام دارد.